# Werner Thormann
Werner Ernst Thormann (geboren 8. Januar 1894 in Frankfurt am Main; gestorben 23. Mai 1947 in New York) war ein deutscher linkskatholischer Journalist.

## Leben
Werner Thormann war der Sohn eines katholischen Gymnasialprofessors und Bruder des Rechtsanwalts Carl Thormann. Er besuchte das Lessing-Gymnasium. Er begann 1912 ein Studium der Germanistik, Romanistik und Geschichte an der Universität München. Im Ersten Weltkrieg war er Soldat an der Westfront und der Ostfront. Das Studium beendete er 1920 an der Universität Frankfurt mit einer Dissertation über Friedrich Schlegels Zeitschrift Concordia.
Thorman arbeitete zunächst von 1920 bis 1923 an Theatern seiner Heimatstadt Frankfurt. Von 1923 bis 1933 war er mit einjähriger Unterbrechung Redakteur der linkskatholischen Rhein-Mainischen Volkszeitung (RMV). Zunächst betätigte er sich ausschließlich im Feuilleton und als Schauspielkritiker. Nachdem 1925 Paul von Hindenburg zum Reichskanzler gewählt worden war, schrieb Thormann aus Protest gegen diese Entwicklung zunehmend politische Artikel mit Schwerpunkt in der Außenpolitik. In der RMV vom 5. November 1926 schrieb er einen Artikel über die Fememorde, der 1933 im „Kleinen Volksvereinsprozess“ dem Herausgeber der RMV Friedrich Dessauer zum Vorwurf gemacht wurde. Zudem arbeitete er als Sekretär des ehemaligen Reichskanzlers Joseph Wirth und war von 1929 bis 1933 Chefredakteur der republikanischen Wochenzeitung Deutsche Republik.
Bereits in den 1920er Jahren nahm Thormann die österreichische Staatsbürgerschaft an, blieb aber in Deutschland. Im März 1933 floh er vor den Nationalsozialisten nach Paris, wo er zunächst als Korrespondent des Wiener Echos und des Telegrafs arbeitete. Dort war er von 1938 bis 1940 als Nachfolger von Arthur Koestler Chefredakteur der Exilzeitschrift Die Zukunft und Redakteur sowie Sprecher beim Deutschen Freiheitssender. Zudem arbeitete er ab September 1939 für das französische Informationsministerium. Im Juli 1940 floh er über Spanien nach New York. Dort produzierte er Radiosendungen, die für ein Publikum in Deutschland gedacht waren. Kurzzeitig hielt er sich auch in der Schweiz auf.
Der Historiker Gérard Thormann (1922–2011) und der Romanist Wolfgang E. Thormann (1924–2015) waren Söhne Thormanns.